# Речни монитор класе Кереш
Речни монитори класе Кереш изграђени су за Аустроугарску морнарицу током 1891-1892 године. Изграђена су два монитора Кереш-класе: СМС Кереш и СМС Самош. Дунавски монитори су били веома успешни бродови за то доба.
Монитори СМС Кереш и СМС Самош уведени су састав Аустроугарске Дунавска флотиле.
Током Првog светскog ратa учествовали су у борбама на Дунаву од Београда до Црног мора. 1918. уврштени су у састав такозваног Црноморског одреда.
Бродови су преживели Први светски рат. СМС Кереш пребачени је у Краљевину Срба, Хрвата и Словенаца (касније Краљевину Југославију) као репарација и преименован у Morava. СМС Самош је претворен у багер.

## Речни монитори класе Кереш
| Брод      | Број градње | Бродоградилиште         | Положена кобилица | Поринуће         | Уведен у службу | Судбина                           |
| --------- | ----------- | ----------------------- | ----------------- | ---------------- | --------------- | --------------------------------- |
| СМС Кереш | 400         | Шонихен-Хартман, Ујпешт | март 1891.        | фебруар 1892.    | април 1892.     | Морава, потопљен 11. априла 1941. |
| СМС Самош | 440         | Шонихен-Хартман, Ујпешт | децембар 1891.    | 25. август 1892. | октобар 1892.   | претворем у багер 1/1921          |

## Опис и конструкција

### Опис
Речни монитори Кереш-класе, изграђени су за Аустроугарску морнарицу и були су у саставу Аустроугарске речне флотиле у периоду од 1891. до 1918. године.

### Конструкција
Главне димензије речних монитора Кереш-класе су: депласман 448 тона, дужина 54,0 метра, ширина 9,0 метара и газ 1,20 метра.
Оклоп:
- СМС Корош: бок 50 мм, палуба 19 мм, Командни мост 75 мм.
- СМС Самош: бок 50 мм, палуба 19 мм, Командни мост 50 мм.

Посада се састојала од:72 особе. 

### Погон брода
Погон речних монитора Кереш-класе се састојао од две парне машине троструке експанзије, од којих је свака имала по 600 КС и покретала по једну пропелерску осовину са пропелером.
Пару су обезбеђивали два котла са водо грејним цевима типа Јароу. 
Укупна инсталисана снага износила је 1.200 КС / 1.287 Кв. Имао је складишта за 60 тона угља. Максимална брзина му је била 10 чворова (18,5 км/ч). Акциони радијус је износио 1296 километара при брзини од 10 чворова.

### Наоружање
Главно наоружање речних монитора Кереш-класе
| Врста оруђа       | Број цеви  | Број оруђа | Дужина цеви | Домет | Граната у минути | Дебљина куполе |
| ----------------- | ---------- | ---------- | ----------- | ----- | ---------------- | -------------- |
| Бродски топ 120   | једноцевни | 2          | 35 калибара | -     | 31               | -              |
| Бродски ПА топ 66 | једноцевни | 2          | 42 калибара | -     | 37               | -              |
| Митраљез 8/80     | једноцевни | 2          | -           | -     | 80               | -              |

## Каријера
СМС Корош био је речни монитор Кереш-класе. Изграђен за Аустроугарску морнарицу. Уведен је у службу априла 1892. године. Брод је био у саставу Дунавске флотиле и борио се током Првог светског рата се против разних савезничких снага на Дунаву од Београда до Црног мора. Након кратке службе у Народној Републији Мађарској. На крају рата, био је пребачен новоформираној Краљевини Срба, Хрвата и Словенаца (касније Краљевини Југославији) и преименована у Морава. Морава је лужила током читавог међуратног периода у Речној флотили Краљевине Југославије.
СМС Самош био је речни монитор Корош-класе. Изграђен за Аустроугарску морнарицу. Уведен је у службу октобара 1892. године. Брод је био у саставу Дунавске флотиле и борио се током Првог светског рата се против разних савезничких снага на Дунаву од Београда до Црног мора. На крају рата, био је пребачен је у Народну Републику Мађарску и претворен у багер јануара 1921. године.
СМС Самош био је речни монитор Кереш-класе. Изграђен за Аустроугарску морнарицу. Уведен је у службу октобара 1892. године. Брод је био у саставу Дунавске флотиле и борио се током Првог светског рата се против разних савезничких снага на Дунаву од Београда до Црног мора. На крају рата, био је пребачен је у Народну Републику Мађарску и претворен у багер јануара 1921. године.

## Галерија
- Монитор Кeрeш - горе
Речни монитори на Дунаву - доле